# کنستانتین خوداوردیان
کنستانتین خوداوردیان (ارمنی: Կոստանդին Սուրենի Խուդավերդյան؛ انگلیسی: Konstantin Khudaverdyan زاده ۹ ژانویه ۱۹۲۹ - درگذشته ۱۹۹۹) یک تاریخ‌نگار، استاد دانشگاه و دکتر تاریخ اهل ارمنستان بود.